# Ransom Eli Olds

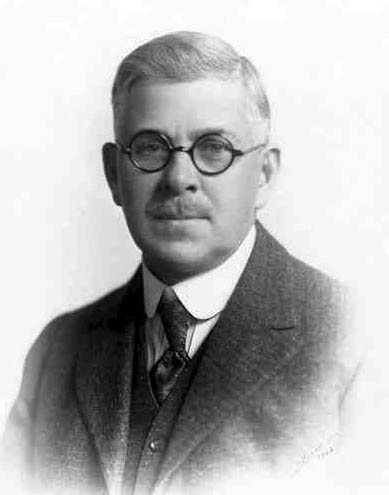
Ransom Eli Olds

Ransom Eli Olds (* 3. Juni 1864 in Geneva, Ohio; † 26. August 1950 in Lansing, Michigan) war ein US-amerikanischer Autopionier. Er war Gründer der amerikanischen Autofirma Olds Motor Works, die später Oldsmobile hieß und von General Motors gekauft wurde, sowie der Reo Motor Car Company.

## Erfinder der Fließfertigung
Das von ihm gebaute „Oldsmobile Curved Dash“ war das erste in Großserie gebaute und von einem Benzinmotor angetriebene Fahrzeug. Im Jahr 1902 wurde Oldsmobile in den USA damit Marktführer. Olds entwickelte dabei die erste Form der Fließfertigung, indem er die Fahrzeugkarossen auf Holzgestelle mit Rädern setzte, die von einer Arbeitsstation zur nächsten gezogen wurden. Dies wurde später als „progressive assembly line“ bezeichnet und dann zehn Jahre später bei Henry Ford zur „moving assembly line“ weiterentwickelt.
Da es unterschiedliche Auffassungen über die Firmenpolitik und die Größe und Art der zu bauenden Fahrzeuge gab, trat er im Jahr 1904 aus dem Unternehmen aus und gründete die „Reo Motor Car Company“.

## Leben
Ransom E. Olds verlebte seine Kindheit und Jugend in seiner Geburtsstadt Geneva, Ohio. 1880 zog er nach Lansing, Michigan und arbeitete dort in der Firma seines Vaters. In seiner Freizeit arbeitete er am Bau von Dampf-, später von Benzinautos. Er gründete 1897 die Olds Motor Vehicle Co. und die Olds Gasoline Engine Works, die 1899 in Michigan zu den Olds Motor Works fusionierten. Das Gründungskapital betrug 50.000 US-$. Die Gebäude der Olds Motor Works brannten am 9. März 1901 nach einer Gasexplosion nieder, weshalb er Fahrzeugteile bei den Dodge Brothers bestellte, um den Teilemangel zu überbrücken. Ransom E. Olds verließ 1904 das Unternehmen und gründete sein eigenes Unternehmen, die nach seinen Initialen benannte Firma Reo Motor Car Company.
Olds starb am 26. August 1950 in Lansing im Alter von 86 Jahren.